# Drakula halála
Drakula halála – węgierski niemy film grozy z 1921 roku. Film nie zachował się do czasów obecnych.
Film nawiązuje do postaci hrabiego Drakuli z powieści Brama Stokera, ale jego fabuła różni się od pierwowzoru literackiego.

## Treść[2]
Film opowiada historie młodej dziewczyny, która w odwiedzanym szpitalu dla psychicznie chorych, spotyka pacjenta twierdzącego, że jest hrabią Drakulą. Po tym spotkaniu, dziewczyna zaczyna mieć przerażające wizje i zaczyna mieć problemy z odróżnieniem fikcji od rzeczywistości

## Obsada
- Erik Vanko – Dracula
- Lene Myl – Mary Land
- Carl Goetz
- Aladár Ihász
- Dezsö Kertész – George
- Lajos Réthey
- Elemér Thury
- James Ard
- Margit Lux